# Tropodiaptomus falcatus
Tropodiaptomus falcatus é uma espécie de crustáceo da família Diaptomidae.
É endémica do Quénia.